# Абелла (колония)
Абелла (лат. Abella или Avella) — халкидская колония в Кампании, неподалёку от Нолы, ныне Авелла Веккья. Основана после 750 года до нашей эры выходцами из Кум.
Была знаменита своими фруктовыми садами, за что удостоилась эпитета «богатая яблоками», а также гранатами и орехами (так называемые авелланские орехи). 
Для изучения осского языка важен найденный там в конце XVII века камень с надписью (Авелланский памятник).